# Pavonia sidifolia
Pavonia sidifolia är en malvaväxtart som beskrevs av Carl Sigismund Kunth. Pavonia sidifolia ingår i släktet påfågelsmalvor, och familjen malvaväxter. Inga underarter finns listade i Catalogue of Life.

## Bildgalleri

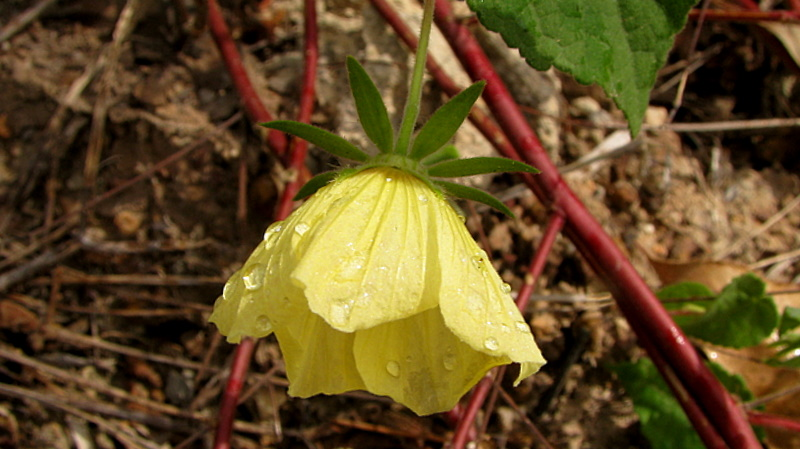